# Cynorta arborescens
Cynorta arborescens is een hooiwagen uit de familie Cosmetidae.